# Leichtathletik-Länderkämpfe mit bundesdeutscher Beteiligung 1990
| Leichtathletik-Länderkämpfe mit bundesdeutscher Beteiligung 1990                                               | Leichtathletik-Länderkämpfe mit bundesdeutscher Beteiligung 1990 | Leichtathletik-Länderkämpfe mit bundesdeutscher Beteiligung 1990 | Leichtathletik-Länderkämpfe mit bundesdeutscher Beteiligung 1990 |
| --- | ---------------------------------------------------------------- | ---------------------------------------------------------------- | ---------------------------------------------------------------- |
| |                                                                  |                                                                  |                                                                  |
| 1. Länderkampf 1990, Werfer (Männer): GBR – FRG – ITA – HUN                                                    |                                                                  |                                                                  |                                                                  |
| Southampton 27. Mai 1990                                                                                       | Southampton 27. Mai 1990                                         | 1. FRG 2. HUN 3. ITA 4. GBR                                      | 100 P 68 P 48 P 43 P                                             |
| 2. Länderkampf 1990, Werfer (Frauen): GBR – FRG – ITA – HUN                                                    |                                                                  |                                                                  |                                                                  |
| Southampton 27. Mai 1990                                                                                       | Southampton 27. Mai 1990                                         | 1. FRG 2. HUN 3. ITA 4. GBR                                      | 40 P 26 P 23 P 21 P                                              |
| 3. Länderkampf 1990, Läufer U21 (Männer/Frauen): FRG – FRA – SUI – CSK                                         |                                                                  |                                                                  |                                                                  |
| St. Wendel 16. Juni 1990                                                                                       | St. Wendel 16. Juni 1990                                         | 1. FRA 2. FRG 3. CSK 4. SUI                                      | 223 P 210 P 155 P 81 P                                           |
| 00Teilwertung U21 Männer                                                                                       | 00Teilwertung U21 Männer                                         | 1. FRA 1. FRG 3. CSK 4. SUI                                      | 115 P 75 P 43 P                                                  |
| 00Teilwertung U21 Frauen                                                                                       | 00Teilwertung U21 Frauen                                         | 1. FRA 2. FRG 3. CSK 4. SUI                                      | 108 P 95 P 76 P 38 P                                             |
| 4. Länderkampf 1990, Geher (Männer/Frauen/Junioren/Juniorinnen): FRG – AUS – GDR – FRA – GBR – ITA – SWE – ESP |                                                                  |                                                                  |                                                                  |
| Grassau 16. Juni 1990                                                                                          | Grassau 16. Juni 1990                                            | 1. GDR 2. ESP 3. ITA 4. FRA 5. AUS 6. FRG 7. GBR 8. SWE          | 283 P 267 P 230 P 168 P 154 P 138 P 134 P 126 P                  |
| 00Teilwertung Männer                                                                                           | 00Teilwertung Männer                                             | 1. ITA 2. ESP 3. GDR 4. FRA 5. AUS 6. GBR 7. FRG 8. SWE          | 125 P 102 P 92 P 74 P 63 P 56 P 54 P 34 P                        |
| 00Teilwertung Frauen                                                                                           | 00Teilwertung Frauen                                             | 1. GDR 2. ESP 3. GBR 4. ITA 5. SWE 6. AUS 7. FRA 8. FRG          | 59 P 57 P 44 P 41 P 35 P 25 P 20 P 19 P                          |
| 00Teilwertung Junioren                                                                                         | 00Teilwertung Junioren                                           | 1. ESP 2. GDR 3. ITA 4. FRA 5. FRG 6. AUS 7. GBR 8. SWE          | 65 P 64 P 46 P 44 P 26 P 24 P 20 P 11 P                          |
| 00Teilwertung Juniorinnen                                                                                      | 00Teilwertung Juniorinnen                                        | 1. GDR 2. SWE 3. ESP 4. AUS 5. FRG 6. FRA 7. ITA 8. GBR          | 68 P 46 P 44 P 42 P 39 P 30 P 18 P 14 P                          |
| 5. Länderkampf 1990, Zehnkampf, U21 (Männer): FRG – GBR – SUI                                                  |                                                                  |                                                                  |                                                                  |
| Stadthagen 23./24. Juni 1990                                                                                   | Stadthagen 23./24. Juni 1990                                     | 1. FRG 2. SUI 3. GBR                                             | 21.864 P 21.786 P 21.287 P                                       |
| 6. Länderkampf 1990, Siebenkampf, U21 (Frauen): FRG – GBR – SUI                                                |                                                                  |                                                                  |                                                                  |
| Stadthagen 23./24. Juni 1990                                                                                   | Stadthagen 23./24. Juni 1990                                     | 1. FRG 2. GBR 3. SUI                                             | 16.148 P 16.069 P 14.624 P                                       |
| 7. Länderkampf 1990, U23 (Männer/Frauen): ESP – FRG – FRA – GBR                                                |                                                                  |                                                                  |                                                                  |
| Dénia 21. Juli 1990                                                                                            | Dénia 21. Juli 1990                                              | 1. FRA 2. FRG 3. GBR 4. ESP                                      | 398 P 318 P 293 P 248 P                                          |
| 00Teilwertung U23 Männer                                                                                       | 00Teilwertung U23 Männer                                         | 1. FRA 2. GBR 3. FRG 4. ESP                                      | 218 P 170 P 164 P 150 P                                          |
| 00Teilwertung U23 Frauen                                                                                       | 00Teilwertung U23 Frauen                                         | 1. FRA 2. FRG 3. GBR 4. ESP                                      | 180 P 154 P 123 P 98 P                                           |
| 8. Länderkampf 1990, Mehrkampf U23 (Männer/Frauen): FRG – GBR – URS                                            |                                                                  |                                                                  |                                                                  |
| Lage 25./26. August 1990                                                                                       | Lage 25./26. August 1990                                         | 1. FRG 2. URS 3. GBR                                             | 51.275 P 50.163 P 48.306 P                                       |
| 00Teilwertung U23 Männer                                                                                       | 00Teilwertung U23 Männer                                         | 1. URS 2. FRG 3. GBR                                             | 29.991 P 29.679 P 27.936 P                                       |
| 00Teilwertung U23 Frauen                                                                                       | 00Teilwertung U23 Frauen                                         | 1. FRG 2. GBR 3. URS                                             | 21.596 P 20.370 P 20.172 P                                       |
| 9. Länderkampf 1990, Straßenlauf (Männer): FRG – FRA – NLD – SUI                                               |                                                                  |                                                                  |                                                                  |
| Kassel 8. September 1990                                                                                       | Kassel 8. September 1990                                         | 1. NLD 2. FRA 3. FRG 4. SUI                                      | 5:04:13 h 5:05:56 h 5:07:15 h 5:11:13 h                          |
| 10. Länderkampf 1990, Straßenlauf (Frauen): FRG – FRA – NLD – SUI                                              |                                                                  |                                                                  |                                                                  |
| Kassel 8. September 1990                                                                                       | Kassel 8. September 1990                                         | 1. FRG 2. NLD 3. FRA                                             | 2:26:21 h 2:32:31 h 2:34:04 h                                    |
| Chronik |                                                                  |                                                                  |                                                                  |
| ← Länderkämpfe 1989                                                                                            | ← Länderkämpfe 1989                                              | Länderkämpfe 1991 →                                              | Länderkämpfe 1991 →                                              |

Im Jahr 1990 wurden zehn Leichtathletikländerkämpfe mit bundesdeutscher Beteiligung in zehn Veranstaltungen ausgetragen. Das waren zwei Vergleiche weniger als im Vorjahr. Allerdings ist hier eine Besonderheit zu berücksichtigen, die es zum ersten Mal gab. In drei Veranstaltungen kam es zu einer Gesamtwertung der Wettkämpfe für Frauen und Männer, in einer davon wurden zusätzlich die Ergebnisse von Juniorinnen und Junioren mit einbezogen. Nach gewohnter Art der Zählung aus den Vorjahren wären so fünf zusätzliche Länderkämpfe – also insgesamt fünfzehn Vergleiche – zustande gekommen. Die größte Anzahl von 27 Begegnungen hatte es 1974 gegeben.
Nicht berücksichtigt sind Veranstaltungen wie der sogenannte „Lugano-Cup“, ein Weltcup der Geher unter dem Dach des Weltleichtathletikverbands (früher: IAAF), der ab 1965 unter Regie des Europäischen Leichtathletikverbands durchgeführte Leichtathletik-Europacup sowie ähnliche Events. Hier handelt es sich um Veranstaltungen, die als eigene Wettbewerbe ähnlich wie auch der Leichtathletik-Continentalcup (ab 1990) und der Geher-Europacup (ab 1996) außerhalb der üblichen Länderkämpfe durchgeführt wurden.
Aufgeführt sind hier die Länderkämpfe bundesdeutscher Leichtathleten. Die Sportler der DDR führten nach der deutschen Teilung im Jahr 1949 eigene Veranstaltungen durch.

## Entwicklung des Länderkampfwesens
Nur noch ein einziger Vergleich in dieser Saison umfasste in einer gemeinsamen Veranstaltung die verschiedenen Disziplinen Laufen, Springen. Werfen des allgemeinen leichtathletischen Programms. In der Zeit großer Bedeutung von Leichtathletikländerkämpfen war diese Länderkampfform die wichtigste und die am meisten praktizierte. Dieser einzige Vergleich der Saison 1990 war zudem speziell für die Altersgruppe U23 reserviert. Im Zuge der immer mehr abnehmenden Bedeutung von Länderkämpfen für die Leichtathletik wurden die meisten Vergleiche nur noch in leichtathletischen Teilbereichen ausgetragen. Begegnungen mit dem kompletten Programm wurden aufgrund der Konkurrenz anderer Events wie Welt- und Europameisterschaften, Olympische Spiele, Golden bzw. Diamond League immer bedeutungsloser.
Die Zahl der Gegnerländer weitete sich deutlich aus in den einzelnen Begegnungen. Hatte es in früheren Jahren in der Regel ein Gegnerteam gegeben, so war das heute die Ausnahme oder wie in diesem Jahr gar nicht mehr der Fall.
Ein weiterer Trend war die Beschränkung auf bestimmte Altersgruppen, in diesem Jahr U21, das heißt Sportler unter 21 Jahre, oder U23. Drei Länderkämpfe wurden durchgeführt für U21-, einer für U23-Athleten.
In dieser Saison standen die Wettbewerbsbereiche Mehrkampf (3 Vergleiche), Werfen (2), Straßenlauf (2), allgemeines Programm (1), Laufen (1) und Gehen (1) auf dem Programm. Männer und Frauen bestritten je drei Länderkämpfe, vier Vergleiche wurden in Gesamtwertung für Männer und Frauen bzw. Nachwuchssportler und Nachwuchssportlerinnen verschiedener Altersstufen durchgeführt.
Von den jeweils drei Männer- und Frauenbegegnungen fanden je eine im Werfen, je eine weitere als Straßenlauf und je eine im Mehrkampf für U21-Junioren statt. Eine gab es im Werfen, die Geherinnen und Straßenläuferinnen waren ebenfalls einmal an der Reihe. Außerdem wurde eine weitere Begegnung als gemischter Vergleich der Springerinnen und Werferinnen ausgetragen. Die Länderkämpfe mit Gesamtwertung für beide Geschlechter umfassten ein Aufeinandertreffen mit dem allgemeinen Programm für U23-Nachwuchssportler, einen Mehrkampf (Männer: Zehnkampf / Frauen: Siebenkampf) für ebenfalls U23-Nachwuchssportler, eine Veranstaltung im Bereich Lauf für U21-Junioren und ein Event für Geher (Männer/Frauen sowie Junioren/Juniorinnen).

## Saisonhöhepunkt
Der Fokus lag in diesem Jahr auf den Europameisterschaften im jugoslawischen Split. Die Veranstaltung wurde vom 27. August bis 1. September ausgetragen. Ein letztes Mal nach dem Mauerfall starteten zwei deutsche Mannschaften bei einem Großereignis. Die DDR war mit zwölf Goldmedaillen das klar erfolgreichste Team in Split. Platz zwei in der Medaillenwertung belegte Großbritannien mit neun EM-Titeln noch vor der Sowjetunion (sechs Goldmedaillen). Italien (fünf Titel) wurde Vierter. Frankreich und die Bundesrepublik Deutschland errangen je drei Gold- und je zwei Silbermedaillen, Frankreich wurde aufgrund seiner fünf Bronzemedaillen gegenüber zwei bundesdeutschen Bronzenen Fünfter, die Bundesrepublik Sechster. Das Abschneiden des bundesdeutschen Teams war damit in etwa vergleichbar mit dem Ergebnis der vorangegangenen Europameisterschaften 1986 im eigenen Land, der deutlich Abwärtstrend in den Jahren zuvor war damit erstmal gestoppt.

## Bilanz
In der Saison 1990 gab es für die bundesdeutschen Männer in ihren drei Länderkämpfen zwei Siege und eine Niederlage. Aufgrund der veränderten Struktur mit vier Begegnungen, die in Gesamtwertung geführt wurden, wären Vergleiche mit den Vorjahren irreführend. Die Niederlage mussten die Männer in folgendem Wettkampf hinnehmen:
- Straßenlauf-Vergleich gegen Frankreich, die Niederlande und die Schweiz am 8. September in Kassel (Platz drei hinter den Niederlanden und Frankreich)

Die beiden Siege resultierten aus einer Begegnung der Werfer sowie einer der U23-Zehnkämpfer.
Damit wiesen die Männer zum ersten Mal nach drei Jahren in Folge mit negativer Bilanz wieder eine positive Bilanz auf. Am Ende der Saison hatte die bundesdeutsche Mannschaft in ihren nun insgesamt 447 Vergleichen 310 Siege und vier Unentschieden erzielt sowie 133 Niederlagen erlitten.
Die Frauen kamen in ihren drei Länderkämpfen zu drei Siegen und mussten keine Niederlage hinnehmen. Auch ihre Bilanz war damit positiv.
Damit hatten die deutschen Frauen seit 1928 in nun 220 Aufeinandertreffen insgesamt 129 Siege errungen, vier Unentschieden erzielt und 87 Niederlagen hinnehmen müssen.
Hinzu kamen in diesem Jahr zum ersten Mal Länderkämpfe mit Gesamtwertungen für beide Geschlechter. Vier Vergleiche dieser Art wurden durchgeführt. Dabei gab es einen Sieg und drei Niederlagen, womit diese Bilanz negativ ausfiel. Niederlagen in diesen Begegnungen gab es in folgenden Aufeinandertreffen:
- U21-Läufer-Vergleich gegen Frankreich, die Schweiz und die Tschechoslowakei am 16. Juni in St. Wendel (Platz zwei hinter Frankreich)
- Gehervergleich gegen Australien, die DDR, Frankreich, Großbritannien, Italien, Schweden und Spanien am 16. Juni in Grassau (Platz sechs hinter der DDR, Spanien, Italien, Frankreich und Australien)
- U23-Ländervergleich gegen Spanien, Frankreich und Großbritannien am 21. Juli in Dénia (Platz zwei hinter Frankreich)

So gab in dieser Länderkampfform mit eins zu drei eine negative Bilanz.
Die Gesamtbilanz aus allen zehn Vergleichen fiel mit sechs zu vier positiv aus.
In der Gesamtsumme aller ihrer Länderkämpfe seit 1921 hatten die deutschen Leichtathleten von 671 Vergleichen 440 gewonnen, 223 verloren und acht Unentschieden erzielt. 69 der Niederlagen stammten dabei aus 37 zweiten Plätzen, 21 dritten, sechs vierten, zwei fünften Rängen, einem sechsten und einem siebten Platz sowie einer Platzierung ohne Wertung hinter vier Gegnerteams in Begegnungen mit mehr als zwei Nationen.

## Verschiedene Formen von Länderkämpfen
Es gab weiterhin eine Reihe verschiedener Arten von Länderkämpfen:
- Vergleiche mit einer Mischung von Disziplinen aus dem allgemeinen leichtathletischen Programm
Das war die klassische Form von Ländervergleichen. Jede Nation war in der Regel mit zwei Athleten je Disziplin vertreten. Bei den Männern waren hier zwanzig Wettbewerbe zum Standard geworden. Allerdings wurden die beiden Langstrecken über 5000 und 10.000 Meter inzwischen verkürzt als Rennen über 3000 und 5000 Meter durchgeführt. Aus dem olympischen Wettbewerbskatalog fehlten demnach in der Regel nur der 10.000-Meter-Lauf, der Marathonlauf, die beiden Gehwettbewerbe und der Zehnkampf.
Der Länderkampfdisziplinkatalog bei den Frauen hatte bis 1968 standardmäßig aus elf Disziplinen bestanden und war mit den damals bei Olympischen Spielen angebotenen Frauenwettbewerben identisch. Von 1969 an gab es hier Veränderungen: Mit dem 1500-Meter-Lauf sowie der 4-mal-400-Meter-Staffel wurden zwei neue Wettbewerbe, die bei den Europameisterschaften 1969 in das Programm aufgenommen worden waren, mit in den Katalog der Frauenländerkämpfe integriert. Damit erhöhte sich die Zahl der Disziplinen auf dreizehn. Neu hinzu kamen nun immer häufiger auch Rennen über 3000 Meter und 400 Meter Hürden, zwei Laufdiszipziplinen, die im Vorjahr olympisch geworden waren. In Angleichung an das Männerprogramm wurde der 3000-Meter-Lauf 1996 durch den 5000-Meter-Lauf abgelöst.
In seltenen Fällen gab es in Länderkämpfen sowohl bei den Frauen als auch bei den Männern Abweichungen vom Standard in Form von Hinzunahme oder Weglassen einzelner Disziplinen. Diese Länderkampfform, die für eine lange Zeit Kern von Leichtathletikländerkämpfen war, wurde zunehmend weniger praktiziert. Sie besaß angesichts der Konkurrenz bedeutender anderer Events nicht mehr die Attraktivität früherer Jahre.
- Vergleiche in Teildisziplinen der Leichtathletik:
  - Vergleiche im Mehrkampf – bei den Frauen im Siebenkampf, bei den Männern im Zehnkampf
Die Zahl der Vertreter je Land war dabei nicht standardisiert. In der Regel wurden von den gestarteten Teilnehmern nicht alle gewertet. Bei vier Vertretern je Disziplin beispielsweise wurden meist die drei Besten gewertet.
  - Vergleiche der Geher
Diese Begegnungen fanden bei den Männern meist in Form von Straßengehen statt. Es kamen zwei Disziplinen zur Austragung, ein Wettkampf über 20 Kilometer und ein Wettkampf über eine längere Distanz, die manchmal über 35 und manchmal über 50 Kilometer führte. Der Trend ging hier jedoch eindeutig zur Distanz von 35 Kilometern.
1976 kam das Gehen auch für die Frauen ins Länderkampfprogramm. Ausgetragen wurde dabei anfangs ein Wettbewerb über 5000 Meter, 1976 auf der Straße, später wechselweise auf der Bahn oder auf der Straße. Es gab dann auch Wettbewerbe über eine Streckenlänge von zehn Kilometern. Das Gehen für Frauen hatte inzwischen Fuß gefasst in der Leichtathletik. Bei Olympischen Spielen gab es 1992 in Barcelona zum ersten Mal einen Geher-Frauenwettbewerb, bei Europameisterschaften war das schon in 1986 in Stuttgart zum ersten Mal der Fall.
Bezüglich der Teilnehmerzahl je Land und Wettbewerb wurde verfahren wie in den Mehrkämpfen.
  - Vergleiche im Straßenlauf
Bis einschließlich 1980 wurde ein Rennen über dreißig Kilometer ausgetragen. 1981 war die Streckenlänge auf 25 Kilometer gekürzt worden, 1982 fand das Rennen noch einmal über dreißig Kilometer statt. Auch hier wurde bezüglich der Teilnehmerzahl je Land verfahren wie in den Mehrkämpfen. Ab 1982 trugen auch die Frauen Straßenlauf-Länderkämpe über 25 Kilometer aus und die Männern starteten nach 1982 in der Regel nun ebenfalls über diese etwas kürzere Distanz. Für die Frauen wurde die Streckenlänge 1990 auf fünfzehn Kilometer verkürzt.
Vereinzelt hatte es hier auch Länderkämpfe im Halbmarathon und über die Marathon-Distanz gegeben.
  - Vergleiche im Bereich Lauf
Diese Art von Länderkämpfen war 1984 zum ersten Mal durchgeführt worden. Danach gab es erst in der vorangegangenen und dieser Saison wieder reine Läufervergleiche.
  - Vergleiche im Crosslauf
Diese Länderkampfform wurde in der Saison 1985 zum ersten und einzigen Mal ausgetragen. Die Streckenlängen waren bei bis zu 9000 Metern für Frauen und Männer unterschiedlich. Bezüglich der Teilnehmerzahl je Land wurde verfahren wie in den Mehrkämpfen. 1986 und 1990 fanden keine Crosslauf-Länderkämpfe statt.
  - Vergleiche in den Disziplinen Sprung und/oder Wurf/Stoß
Die Werfer trugen in diesem Jahr Länderkämpfe aus.

## Austragungsform und Wertungsmodus
In der Vergangenheit wurden Länderkämpfe mit dem allgemeinen leichtathletischen Programm in der Regel mit zwei Vertretern pro Land und Disziplin durchgeführt. In einigen Vergleichen wurden wie schon in den Jahren zuvor drei Teilnehmer je Land und Wettbewerb eingesetzt. Die Regeln zur Punktevergabe wurden dabei durchgängig so angewendet, dass der Letztplatzierte einen Punkt erhielt, die weiteren Athleten in den Platzierungen jeweils aufwärts bis hin zu Rang zwei einen Punkt mehr. Der Erstplatzierte bekam zwei Punkte mehr gutgeschrieben als der Athlet auf Platz zwei. Für Länderkämpfe mit zwei Vertretern je Land und Disziplin bedeutete das: Platz 1: 5 P, Pl. 2: 3 P, Pl. 3: 2 P, Pl. 4: 1 P. Bei drei Vertretern je Land und Disziplin ergab sich folgende Punktevergabe: Platz 1: 7 P, Pl. 2: 5 P, Pl. 3: 4 P, Pl. 4: 3 P, Pl. 5: 2 P, Pl. 6: 1 P. Für die Staffeln gab es durchgängig fünf zu zwei Punkte.
Die Regeln zur Punktevergabe wurden ohne Ausnahme nach diesem standardisierten Wertungssystem angewendet. In weiteren Begegnungen mussten aufgrund anderer Rahmenbedingungen – mehr als zwei Teilnehmer je Nation in der Wertung oder mehr als ein Gegnerland – andere Regeln zur Punktevergabe zur Anwendung kommen. In den Mehrkämpfen wurden die Begegnungen entweder wie in anderen Begegnungen über die Platzierungen oder die Addition der im Wettkampf erzielten Punkte gewertet. Ähnlich wurde in den Straßenlauf-Länderkämpfen verfahren. Dort wurde entweder über die Platzierungen oder über die Addition der erzielten Zeiten gewertet.

## Werfer-Länderkampf der Männer gegen Großbritannien, Italien und Ungarn
Im ersten Länderkampf des Jahres 1990 trafen sich die männlichen Werfer aus Großbritannien, der Bundesrepublik Deutschland, Italien und Ungarn. Der Wettkampf wurde am 27. Mai in Southampton an der südenglischen Küste ausgetragen. Die vorangegangene Saison hatte ebenfalls mit einem Werferländerkampf der hier angetretenen Mannschaften begonnen, damals war außerdem Bulgarien beteiligt und die bundesdeutschen Athleten hatten gewonnen. Hier in Southampton siegte die Bundesrepublik mit 100 Punkten erneut. Deutlich dahinter folgten Ungarn (Zweiter mit 68 Punkten) und Italien (Dritter mit 68 Punkten.). Großbritannien wurde mit 43 Punkten Vierter und Letzter.
Auch die Frauen führten parallel am selben Ort einen Werfer-Länderkampf durch.

## Werfer-Länderkampf der Frauen gegen Großbritannien, Italien und Ungarn
Auch die bundesdeutschen Werferinnen traten wie ihre männlichen Kollegen am 27. Mai in Southampton im Länderkampf Nummer zwei gegen Großbritannien, Italien und Ungarn an. Unter den Frauenteams hatte es im letzten Jahr ebenfalls dieses Aufeinandertreffen unter zusätzlicher Teilnahme von Bulgarien gegeben. Auch da hatte sich das bundesdeutsche Team durchgesetzt. In Southampton wiederholte die Bundesrepublik mit vierzig Punkten diesen Erfolg. Ungarn kam mit 26 Punkte auf den zweiten Platz vor Italien (Dritter mit 23 Punkten). Gastgeber Großbritannien wurde auch in dieser Begegnung mit 21 Punkten Vierter und Letzter.

## U21-Läufer-Länderkampf der Männer und Frauen gegen Frankreich, die Schweiz und die Tschechoslowakei
Der dritte Länderkampf war der erste Vergleich mit einer Gesamtwertung für Männer und Frauen in der bundesdeutschen Länderkampfgeschichte. Es war ein Vierländervergleich für U-21-Athleten, in dem das bundesdeutsche Team auf Frankreich, die Schweiz und die Tschechoslowakei traf. Austragungsort am 16. Juni war die saarländische Stadt St. Wendel.
In der Teilwertung für die männlichen U21-Sportler kam es an der Spitze zu einem Remis zwischen Frankreich und der Bundesrepublik mit jeweils 115 Punkten. Dahinter platzierten sich die Tschechoslowakei mit 75 Punkten und die Schweiz mit 43 Punkten. Bei den weiblichen U21-Athletinnen lag Frankreich in der Teilwertung mit 108 Punkten vor der Bundesrepublik (95 Punkte). Auch in dieser U21-Frauenwertung belegten die Tschechoslowakei (76 Punkte) und die Schweiz (38 Punkte) die Plätze drei und vier.
In der Gesamtwertung siegte Frankreich mit 223 Punkten. Die bundesdeutschen Vertreter kamen mit 210 Punkten auf Rang zwei vor der Tschechoslowakei (155 Punkte). Den Schweizern blieb mit 81 Punkten der vierte Platz.

## Geher-Länderkampf der Männer/Frauen/Junioren/Juniorinnen gegen Australien, die DDR, Frankreich, Großbritannien, Italien, Schweden und Spanien
Zum selben Termin, dem 16. Juni, trafen sich die Männer und Frauen sowie Junioren und Juniorinnen zu einem Achtländerkampf der Geher. Aus den Angaben im DLV-Jahrbuch 1990/91 geht nicht hervor, um welche genaue Junioren-Altersgruppe es sich hier handelt. Die sieben Gegner der bundesdeutschen Geher waren Australien, die DDR, Frankreich, Großbritannien, Italien, Schweden und Spanien. Gastgeber war der bayerische Ort Grassau am Chiemsee. Auch in dieser Begegnung wurde für das Ergebnis die Gesamtwertung aus allen vier Teilvergleichen herangezogen.
Die folgende Übersicht listet die Resultate der vier Teilwertungen auf:
- Teilwertung Männer: 1. Italien (125 Punkte) / 2. Spanien (102 Punkte) / 3. DDR (92 P) / 4. Frankreich (74 P) / 5. Australien (63 P) / 6. Großbritannien (56 P) / 7. BR Deutschland (54 P) / 8. Schweden (34 P)
- Teilwertung Frauen: 1. DDR (59 Punkte) / 2. Spanien (57 Punkte) / 3. Großbritannien (44 P) / 4. Italien (41 P) / 5. Schweden (35 P) / 6. Australien (25 P) / 7. Frankreich (20 P) / 8. BR Deutschland (19 P)
- Teilwertung Junioren: 1. Spanien (65 Punkte) / 2. DDR (64 Punkte) / 3. Italien (46 P) / 4. Frankreich (44 P) / 5. BR Deutschland (26 P) / 6. Australien (24 P) / 7. Großbritannien (20 P) / 8. Schweden (11 P)
- Teilwertung Juniorinnen: 1. DDR (68 Punkte) / 2. Schweden (66 Punkte) / 3. Spanien (44 P) / 4. Australien (42 P) / 5. BR Deutschland (39 P) / 6. Frankreich (30 P) / 7. Italien (18 P) / 8. Großbritannien (14 P)

Für die Gesamtwertung ergab sich daraus das folgende offizielle Gesamtresultat dieses Länderkampfs:
1. DDR (283 Punkte)
2. Schweden (267 Punkte)
3. Spanien (230 P)
4. Australien (168 P)
5. BR Deutschland (154 P)
6. Frankreich (138 P)
7. Italien (134 P)
8. Großbritannien (126 P)

## U21-Zehnkampf-Länderkampf der Männer gegen Großbritannien und die Schweiz
Der fünfte Saisonvergleich war wieder ein Länderkampf in gewohnter Wertungsform. Die bundesdeutschen U21-Zehnkämpfer trafen am 23./24. Juni auf Großbritannien und die Schweiz. Ausrichter war das niedersächsische Stadthagen. Der Länderkampf war in dieser Konstellation eine Premiere. Die Bundesrepublik Deutschland siegte mit 21.864 Punkten vor den Schweizern, die auf 21.786 Punkte kamen. Großbritannien wurde mit 21.287 Punkten Dritter.
Auch die Siebenkämpferinnen dieser drei Länder veranstalteten parallel am selben Ort einen eigenen Länderkampf.

## U21-Siebenkampf-Länderkampf der Frauen gegen Großbritannien und die Schweiz
Die Siebenkämpferinnen aus Großbritannien und der Schweiz trugen parallel zu ihren männlichen Mehrkampfkollegen am 23./24. Juni in Stadthagen als Saisonvergleich Nummer sechs einen Länderkampf miteinander aus. Auch für sie hatte es in dieser Konstellation zuvor noch keine Begegnung gegeben. Wie bei den U21-Männern gewann das bundesdeutsche Team, das auf 16.148 Punkte kam. Großbritannien wurde mit 16.069 Punkten Zweiter vor der Schweiz (14.624 Punkte).

## U23-Leichtathletik-Länderkampf der Männer und Frauen gegen Spanien, und Großbritannien
Der siebte Länderkampf des Jahres 1990 war wieder eine Begegnung mit Gesamtwertung für Männer und Frauen. Es war der erste und einzige Länderkampf dieser Saison mit dem allgemeinen leichtathletischen Programm. Am 21. Juli trafen die bundesdeutschen U23-Leichtathleten in Dénia an der spanischen Ostküste zum ersten Mal in dieser Zusammensetzung der beteiligten Länder auf Spanien, Frankreich und Großbritannien.
In der Teilwertung für die U23-Männer lag Frankreich mit 218 Punkten vorn. Mit 48 Punkten Rückstand folgte Großbritannien auf Platz zwei vor den weiteren sechs Punkte zurückliegenden bundesdeutschen Vertretern. Noch einmal vierzehn Punkte dahinter folgte Spanien als Vierter.
Auch die Teilwertung für die U23-Frauen gewann Frankreich mit 180 Punkten. Die bundesdeutschen Sportlerinnen waren als Zweite mit 154 Punkten um einen Rang besser platziert als ihre männlichen Kollegen. Mit 123 Punkten lagen die Britinnen auf Platz drei vor den auch hier viertplatzierten Spanierinnen, die mit 98 Punkten deutlich zurücklagen.
Die Franzosen, die beide Teilwertungen für sich entschieden hatten, siegten damit auch in der Gesamtwertung, in der sie 398 Punkte errangen. Zweiter wurde die Bundesrepublik Deutschland mit 318 Punkten vor Großbritannien (293 Punkte). Den vierten Platz belegte mit 248 Punkten Gastgeber Spanien.

## U23-Mehrkampf-Länderkampf der Männer und Frauen gegen Großbritannien und die Sowjetunion
Der achte Saisonvergleich war der zweite Länderkampf für Mehrkämpfer in diesem Jahr und war gleichzeitig die dritte und letzte Begegnung mit der neu eingeführten Gesamtwertung für Männer und Frauen. Beteiligt waren neben den bundesdeutschen Athleten wie bereits im ersten Mehrkampf des Jahres Vertreter aus Großbritannien. Hinzu kamen Sportler aus der Sowjetunion. Gastgeber am 25./26. August war der Ort Lage an der Lippe. Ein Aufeinandertreffen der U23-Mehrkämpfer mit diesen drei Ländern fand zum ersten Mal statt.
Zunächst wieder ein Überblick über die Ergebnisse der Teilwertungen:
- Teilwertung Männer: 1. Sowjetunion (29.991 Punkte) / 2. BR Deutschland (29.679 P) / 3. Großbritannien (27.936 P)
- Teilwertung Frauen: 1. BR Deutschland (21.596 Punkte) / 2. Sowjetunion (20.370 P) / 3. Großbritannien (20.172 P)

In der Gesamtwertung lag am Ende das bundesdeutsche Team mit 51.275 Punkten vorn. Mit 50.163 Punkten belegte die Sowjetunion Rang zwei. Großbritannien kam mit 48.306 Punkten auf den dritten Platz.

## Straßenlauf-Länderkampf der Männer gegen Frankreich, die Niederlande und die Schweiz
Als neunter Länderkampf 1990 wurde am 8. September die traditionelle Begegnung der bundesdeutschen Straßenläufer mit der Schweiz, Frankreich und den Niederlanden ausgetragen. Gastgeber war diesmal die hessische Stadt Kassel. Begonnen hatte diese Vergleichsserie mit den drei Ländern Schweiz, Bundesrepublik Deutschland und Niederlande. Zwischenzeitlich war sie erweitert worden durch die Teilnahme weiterer Nationen, die dann wieder wegfielen. 1982 kam als Teilnehmer noch Frankreich hinzu. Insgesamt dreizehn bundesdeutsche Siege hatte es gegeben. Vier Mal hatte sich die Schweiz durchgesetzt, einen Erfolg hatten die Niederländer zu verzeichnen. Vier Mal hatten die dann nicht mehr beteiligten Italiener gewonnen. Die Begegnungen der Jahre 1985 bis 1987 hatte Frankreich für sich entschieden. 1988 hatten sich noch einmal die Niederländer durchgesetzt, 1989 war Frankreich zum vierten Mal vorn. In diesem Jahr kamen die Niederländer in 5:04:1 h zu ihrem dritten Sieg. Etwas mehr als eineinhalb Minuten dahinter belegte Vorjahressieger Frankreich Rang zwei. Knapp weitere eineinhalb Minuten zurück fanden sich die bundesdeutschen Straßenläufer auf Platz drei wieder. Die Schweiz wurde mit noch einmal knapp vier Minuten Rückstand Vierter.
Auch die Frauen veranstalten am selben Tag und selben Ort einen Straßenlauf-Länderkampf.

## Straßenlauf-Länderkampf der Frauen gegen Frankreich, die Niederlande und die Schweiz
Im zehnten und letzten Saisonvergleich waren die Straßenläuferinnen aktiv, die parallel zu ihren männlichen Kollegen am 8. September in Kassel ebenfalls gegen Frankreich, die Niederlande und die Schweiz antraten. Die Begegnung wurde nun zum siebten Mal ausgetragen, vorübergehend waren auch Italien und Belgien Teilnehmerländer. Zwei Siege hatte die Bundesrepublik Deutschland erzielt, einen Italien. In den Austragungen von 1986 bis 1988 hatte Frankreich vorne gelegen. In Kassel wiederholten die bundesdeutschen Läuferinnen in 2:26:21 h ihren Erfolg vom Vorjahr. Mit mehr als sechs Minuten Vorsprung verwiesen sie die Französinnen auf den zweiten Platz. Weitere knapp eineinhalb Minuten dahinter wurden die Niederländerinnen Dritte. Die Vertreterinnen aus der Schweiz sind in der Ergebnisübersicht des DLV Jahrbuchs 1990/91 nicht aufgeführt. Gründe lassen sich nur vermuten. Eventuell erreichten weniger Schweizer Läuferinnen das Ziel als für die Wertung erforderlich oder die Schweiz startete von vornherein mit nur wenigen Teilnehmerinnen außer Konkurrenz. Weitere Gründe wären möglich.